# Gustaf Linden (regissör)
Gustaf Martin "Muck" Linden, född 10 november 1875 i Malmö, död 19 mars 1936 i Stockholm, var en svensk regissör och teaterchef.

## Biografi
Efter studentexamen i Malmö 1895 studerade han vid Lunds universitet till 1899. Därefter hade han engagemang vid Vasateatern och Svenska teatern i Stockholm och vid Svenska Teatern i Helsingfors 1900–1904. 
Linden var vid Stora teatern i Göteborg 1904–1906 och studerade därefter regi vid utländska teatrar, särskilt hos Otto Brahm och Max Reinhardt. 
Han var förste regissör vid Dramaten 1907–1917, konstnärlig ledare och chef för Lorensbergsteatern i Göteborg 1917–1919, ledare av Skansenteatern 1919–1927 och åter försteregissör vid Dramaten 1921–1932. 
Linden var från 1932 ordförande i Skådebanans styrelse.
Han var flera gånger gästregissör vid teatrarna i grannländerna: vid Det Kongelige Teater i Köpenhamn, där han 1920 satte upp August Strindbergs Mäster Olof, vid Nationaltheatret i Kristiania, där han 1924 satte upp Strindbergs Kronbruden och vid Svenska teatern i Helsingfors, där han 1930 satte upp Klabunds Kritcirkeln och Marcel Pagnols Topaze.
Lindens uppsättningar av Henning Bergers Syndafloden (1908), Arvid Järnefelts Titus (1911), Friedrich Hebbels Judit (1916), Holger Drachmanns Det var en gång (1917) samt Arthur Schnitzlers Professor Bernhardi (1914) och Det vida landet (1915) var bland de främsta uppsättningarna under den nya Dramatiska teaterns första år.
Han var även verksam som översättare av teaterpjäser, av bland andra Arthur Schnitzler.
Linden var gift med skådespelerskan Olga Raphael. De är begravda på Norra begravningsplatsen utanför Stockholm.

## Filmografi (regi)
Enligt Svensk Filmdatabas:
- 1910 – Bröllopet på Ulfåsa II (även manus)
- 1910 – Emigrant
- 1910 – Regina von Emmeritz och Konung Gustaf II Adolf
- 1911 – Järnbäraren

## Teater

### Roller (ej komplett)
| År   | Roll                      | Produktion                              | Regi | Teater      |
| ---- | ------------------------- | --------------------------------------- | ---- | ----------- |
| 1900 | En ordonnans hos konungen | Colinette G. Lenotre och Gabriel Martin |      | Vasateatern |

### Regi (ej komplett)
| År   | Produktion                                                         | Upphovsmän                                    | Teater                             |
| ---- | ------------------------------------------------------------------ | --------------------------------------------- | ---------------------------------- |
| 1908 | Samvetets mask Der G'wissenwurm                                    | Ludwig Anzengruber                            | Dramaten                           |
| 1908 | Den stora lidelsen Die grosse Leidenschaft                         | Raoul Auernheimer                             | Dramaten                           |
| 1908 | Syndafloden                                                        | Henning Berger                                | Dramaten                           |
| 1909 | Rabensteinarns dotter Die Rabensteinerin                           | Ernst von Wildenbruch                         | Dramaten                           |
| 1909 | Högt spel                                                          | Ernst Didring                                 | Dramaten                           |
| 1909 | Duvals skilsmässa Les Surprises du divorce                         | Alexandre Bisson och Antony Mars              | Dramaten                           |
| 1909 | Stamgästen Un client sérieux                                       | Georges Courteline                            | Dramaten                           |
| 1909 | Tigerhuden                                                         | K.G. Ossiannilsson                            | Dramaten                           |
| 1910 | Revisorn Ревизор, Revizor                                          | Nikolaj Gogol                                 | Dramaten                           |
| 1910 | När det unga vinet blommar Når den ny vin blomstrer                | Bjørnstjerne Bjørnson                         | Dramaten                           |
| 1910 | Damen med dolken Die Frau mit dem Dolche                           | Arthur Schnitzler                             | Dramaten                           |
| 1910 | På "Gröna papegojan" Der grüne Kakadu                              | Arthur Schnitzler                             | Dramaten                           |
| 1910 | Släktingar Comtesse Mizzi                                          | Arthur Schnitzler                             | Dramaten                           |
| 1910 | Flykten Flugten                                                    | Helge Rode                                    | Dramaten                           |
| 1910 | Erasmus Montanus                                                   | Ludvig Holberg                                | Dramaten                           |
| 1910 | Den sista maskeraden Die lezten Masken                             | Arthur Schnitzler                             | Dramaten                           |
| 1910 | Taifun                                                             | Melchior Lengyel                              | Dramaten                           |
| 1914 | Ett resande teatersällskap                                         | August Blanche                                | Dramaten                           |
| 1917 | Den gröna fracken L'habit vert                                     | Gaston Arman de Caillavet och Robert de Flers | Lorensbergsteatern                 |
| 1919 | Per Olson och hans käring                                          | Gustaf af Geijerstam                          | Skansens friluftsteater            |
| 1920 | Herr Dardanell och hans upptåg på landet                           | August Blanche                                | Skansens friluftsteater            |
| 1920 | Karlavagnen                                                        | Tor Hedberg                                   | Skansens friluftsteater            |
| 1921 | Herr Dardanell och hans upptåg på landet                           | August Blanche                                | Skansens friluftsteater            |
| 1921 | Äventyr på fotvandringen Eventyr paa Fodrejsen                     | Jens Christian Hostrup                        | Skansens friluftsteater            |
| 1921 | Trettondagsafton eller Vad ni vill Twelfth Night, or What You Will | William Shakespeare                           | Helsingborgs stadsteater           |
| 1921 | Svenskt folk                                                       | Ivar Thor Thunberg                            | Dramaten                           |
| 1921 | Dödsdansen                                                         | August Strindberg                             | Dramaten                           |
| 1922 | Ett frieri Предложение, Predloženie                                | Anton Tjechov                                 | Dramaten                           |
| 1922 | Andras affärer                                                     | Gustaf af Geijerstam                          | Dramaten                           |
| 1922 | Erna                                                               | Einar Fröberg                                 | Dramaten                           |
| 1922 | Cirkeln The Circle                                                 | W. Somerset Maugham                           | Dramaten                           |
| 1922 | Erasmus Montanus                                                   | Ludvig Holberg                                | Dramaten                           |
| 1922 | Duvals skilsmässa Les Surprises du divorce                         | Alexandre Bisson och Antony Mars              | Dramaten                           |
| 1922 | Äventyr på fotvandringen Eventyr paa Fodrejsen                     | Jens Christian Hostrup                        | Skansens friluftsteater            |
| 1922 | Den gamla herrgården                                               | Oscar Wennersten                              | Skansens friluftsteater            |
| 1922 | Sommargästerna                                                     | Jens Christian Hostrup                        | Skansens friluftsteater            |
| 1922 | Duvals skilsmässa Les Surprises du divorce                         | Alexandre Bisson och Antony Mars              | Dramaten                           |
| 1922 | Scampolo                                                           | Dario Niccodemi                               | Dramaten                           |
| 1923 | Mister Ernest                                                      | Oscar Wilde                                   | Dramaten                           |
| 1923 | Fågelskrämman Feriegæesterne                                       | Jens Christian Hostrup                        | Skansens friluftsteater            |
| 1923 | Gamla herrgården                                                   | Oscar Wennersten                              | Skansens friluftsteater            |
| 1924 | En komedi på Djurgården                                            | Johan Jolin                                   | Skansens friluftsteater            |
| 1925 | Swedenhielms                                                       | Hjalmar Bergman                               | Dramaten                           |
| 1925 | Timmerflottare Tukkijoella                                         | Teuvo Pakkala                                 | Skansens friluftsteater            |
| 1925 | Sankta Johanna Saint Joan                                          | George Bernard Shaw                           | Dramaten                           |
| 1926 | Henrik IV Enrico IV                                                | Luigi Pirandello                              | Dramaten                           |
| 1926 | Värmlänningarna                                                    | Fredrik August Dahlgren och Andreas Randel    | Skansens friluftsteater            |
| 1926 | Societet Our Betters                                               | W. Somerset Maugham                           | Dramaten                           |
| 1928 | Ryktbarhet The Great Adventure                                     | Arnold Bennett                                | Dramaten                           |
| 1929 | Nyss utkommen! Vient de paraître                                   | Édouard Bourdet                               | Dramaten                           |
| 1930 | Topaze                                                             | Marcel Pagnol                                 | Dramaten                           |
| 1930 | Topaze                                                             | Marcel Pagnol                                 | Åbo Svenska Teater                 |
| 1930 | Marius                                                             | Marcel Pagnol                                 | Dramaten                           |
| 1931 | Thalias barn                                                       | Tor Hedberg                                   | Dramaten                           |
| 1931 | Känslornas marknad La foire aux sentiments                         | Roger Ferdinand                               | Dramaten Tillsammans med Ivar Kåge |
| 1931 | Karusellen The Apple Cart                                          | George Bernard Shaw                           | Dramaten                           |
| 1931 | Dunungen                                                           | Selma Lagerlöf                                | Skansens friluftsteater            |
| 1932 | Herr Dardanell och hans äventyr på landet                          | August Blanche                                | Skansens friluftsteater            |
| 1933 | Hela havet stormar Musical Chairs                                  | Ronald Mackenzie                              | Skådebanan                         |

## Översättningar (urval)
- Arthur Schnitzler: Löjtnant Gustl jämte andra noveller (Geber, 1912)
- Arthur Schnitzler: Intermezzo (otryckt översättning för Komediteatern, 1914)
- Adrien Vély och H. R. Girardet: Vännen Lorel (otryckt översättning, 1920-talet)
- George Bernard Shaw: Sankta Johanna: ett krönikespel i sex scener och en epilog (översatt tillsammans med Ebba Low, Bonnier, 1925)
- Sean O'Casey: Juno och påfågeln: en tragedi i tre akter (Geber, 1926)
- Richard Brinsley Sheridan: Skandalskolan (otryckt översättning för Oscarsteatern, 1928)
- George Bernard Shaw: Doktorns dilemma (The Doctor's Dilemma) (översatt tillsammans med Hugo Vallentin, otryckt översättning för Helsingborgs stadsteater, 1939)